# (21442) 1998 GF1
1998 جي أف 1 (ويعرف أيضًا باسم (21442) 1998 جي أف 1 وفق تسمية الكوكب الصغير) (بالإنجليزية: 1998 GF1)‏ هو كويكب ضمن حزام الكويكبات؛ وترتيبه 21442 من حيث الاكتشاف.
اكتُشف هذا الجُرم الفلكي بواسطة Frank B. Zoltowski ‏ في 4 أبريل 1998.

## وصلات خارجية
- (21442) 1998 GF1 في قاعدة بيانات مختبر الدفع النفاث لأجرام النظام الشمسي الصغيرة

- الاكتشاف · مخطط المدار ·  العناصر المدارية · المعلمات المادية

- (21442) 1998 GF1 على موقع ويكي سكاي: DSS2, SDSS, GALEX, IRAS, Hydrogen α, X-Ray, Astrophoto, Sky Map, Articles and images